# Старобин, Дэвид
Дэвид Старобин (англ. David Starobin; род. 27 сентября 1951, Нью-Йорк) — американский гитарист, педагог, исполнитель классической и современной академической музыки.

## Биография
Играл на гитаре с семи лет. Закончил Консерваторию Пибоди. Преподавал во многих учебных заведениях США, в 1993—2004 — в Манхэттенской школе музыки. В 1981 основал и до 2005 был руководителем независимой звукозаписывающей фирмы Bridge Records, Inc., специализирующейся на записях музыки XX в. и ставшей двукратным лауреатом премии Грэмми. Он сам неоднократно номинировался на эту премию — в 1999 году как исполнитель, с альбомом современной академической музыки «Новый танец. 18 танцев для гитары» (англ. New Dance — 18 Dances for Guitar), в 2014 году как лучший продюсер года в области академической музыки.
Старобин исполняет как классическую гитарную музыку (Фернандо Сор, Мауро Джулиани, Джулио Регонди), так и сочинения современных композиторов (Такэмицу, Хенце и др.). Специально для него писали Элиот Картер, Джордж Крам, Элизабет Льютенс, Милтон Бэббит, Барбара Колб, Марио Давидовский, Гюнтер Шуллер, Поул Рудерс, Уильям Блэнд и др.

## Признание
Журнал Soundboard назвал Старобина крупнейшим академическим гитаристом США в XX веке.